# او هوی-سون
او هوی-سون (انگلیسی: O Hui-sun؛ زادهٔ ۲۲ نوامبر ۱۹۹۳) بازیکن فوتبال زن اهل کره شمالی است.
وی همچنین در تیم ملی فوتبال زنان کره شمالی بازی کرده است.